# Campionati del mondo di ciclismo su strada 2004 - Cronometro maschile Elite
La cronometro maschile Elite dei Campionati del mondo di ciclismo su strada 2004 è stata corsa il 29 settembre in Italia, a Bardolino, Comune sul Lago di Garda in Provincia di Verona, su un percorso di 46,75 km. L'australiano Michael Rogers ha vinto la gara con il tempo di 57'30" alla media di 48,781 km/h.

## Classifica
| Pos. | Corridore            | Squadra         | Tempo     |
| ---- | -------------------- | --------------- | --------- |
| 1    | Michael Rogers       | Australia       | 57'30"12  |
| 2    | Michael Rich         | Germania        | a 1'12"43 |
| 3    | Aleksandr Vinokurov  | Kazakistan      | a 1'25"04 |
| 4    | Gustav Larsson       | Svezia          | a 1'34"47 |
| SQ   | David Zabriskie      | Stati Uniti     | a 1'36"86 |
| 6    | Marzio Bruseghin     | Italia          | a 1'37"26 |
| 7    | Marc Wauters         | Belgio          | a 1'56"33 |
| 8    | Fabian Cancellara    | Svizzera        | a 2'10"67 |
| 9    | José Iván Gutiérrez  | Spagna          | a 2'23"12 |
| 10   | Uwe Peschel          | Germania        | a 2'28"75 |
| 11   | Andrea Peron         | Italia          | a 2'32"03 |
| 12   | Brian Vandborg       | Danimarca       | a 2'34"87 |
| 13   | Bert Roesems         | Belgio          | a 2'36"17 |
| 14   | Eddy Seigneur        | Francia         | a 2'41"66 |
| 15   | David Mc Cann        | Irlanda         | a 2'44"82 |
| 16   | Przemysław Niemiec   | Polonia         | a 2'59"58 |
| 17   | Dmitri Semov         | Russia          | a 3'05"75 |
| 18   | Ivajlo Gabrovski     | Bulgaria        | a 3'16"39 |
| 19   | Serhij Matvjejev     | Ucraina         | a 3'38"99 |
| 20   | László Bodrogi       | Ungheria        | a 3'40"47 |
| 21   | Frédéric Finot       | Francia         | a 3'42"63 |
| 22   | Eric Wohlberg        | Canada          | a 3'48"56 |
| 23   | Joost Posthuma       | Paesi Bassi     | a 3'50"03 |
| 24   | Ruslan Ivanov        | Moldavia        | a 3'54"66 |
| 25   | Bradley McGee        | Australia       | a 4'08"28 |
| 26   | Iván Parra           | Colombia        | a 4'11"82 |
| 27   | Jean Nuttli          | Svizzera        | a 4'15"61 |
| 28   | Michael Blaudzun     | Danimarca       | a 4'19"56 |
| 29   | Víctor Hugo Peña     | Colombia        | a 4'22"63 |
| 30   | Michal Hradzíra      | Repubblica Ceca | a 4'24"12 |
| 31   | Marcus Ljungqvist    | Svezia          | a 4'27"73 |
| 32   | Svein Tuft           | Canada          | a 4'46"73 |
| 33   | Gregor Gazvoda       | Slovenia        | a 4'57"56 |
| 34   | Isidro Nozal         | Spagna          | a 5'02"64 |
| 35   | Tom Danielson        | Stati Uniti     | a 5'06"21 |
| 36   | Benoît Joachim       | Lussemburgo     | a 5'07"68 |
| 37   | Denis Shkarpeta      | Uzbekistan      | a 5'31"26 |
| 38   | David O’Loughlin     | Irlanda         | a 5'32"24 |
| 39   | Oleg Zhukov          | Russia          | a 5'45"49 |
| 40   | Jurij Krivcov        | Ucraina         | a 5'48"08 |
| 41   | Raivis Belohvoščiks  | Lettonia        | a 5'57"77 |
| 42   | Krzysztof Ciesielski | Polonia         | a 6'07"43 |
| 43   | Martin Prázdnovský   | Slovacchia      | a 6'48"92 |
| 44   | Csaba Szekeres       | Ungheria        | a 7'19"98 |
| 45   | Rafael' Nuritdinov   | Uzbekistan      | a 7'52"57 |
| 46   | Dean Podgornik       | Slovenia        | a 8'33"77 |
| SQ   | Bart Voskamp         | Paesi Bassi     |           |